# Faláfel

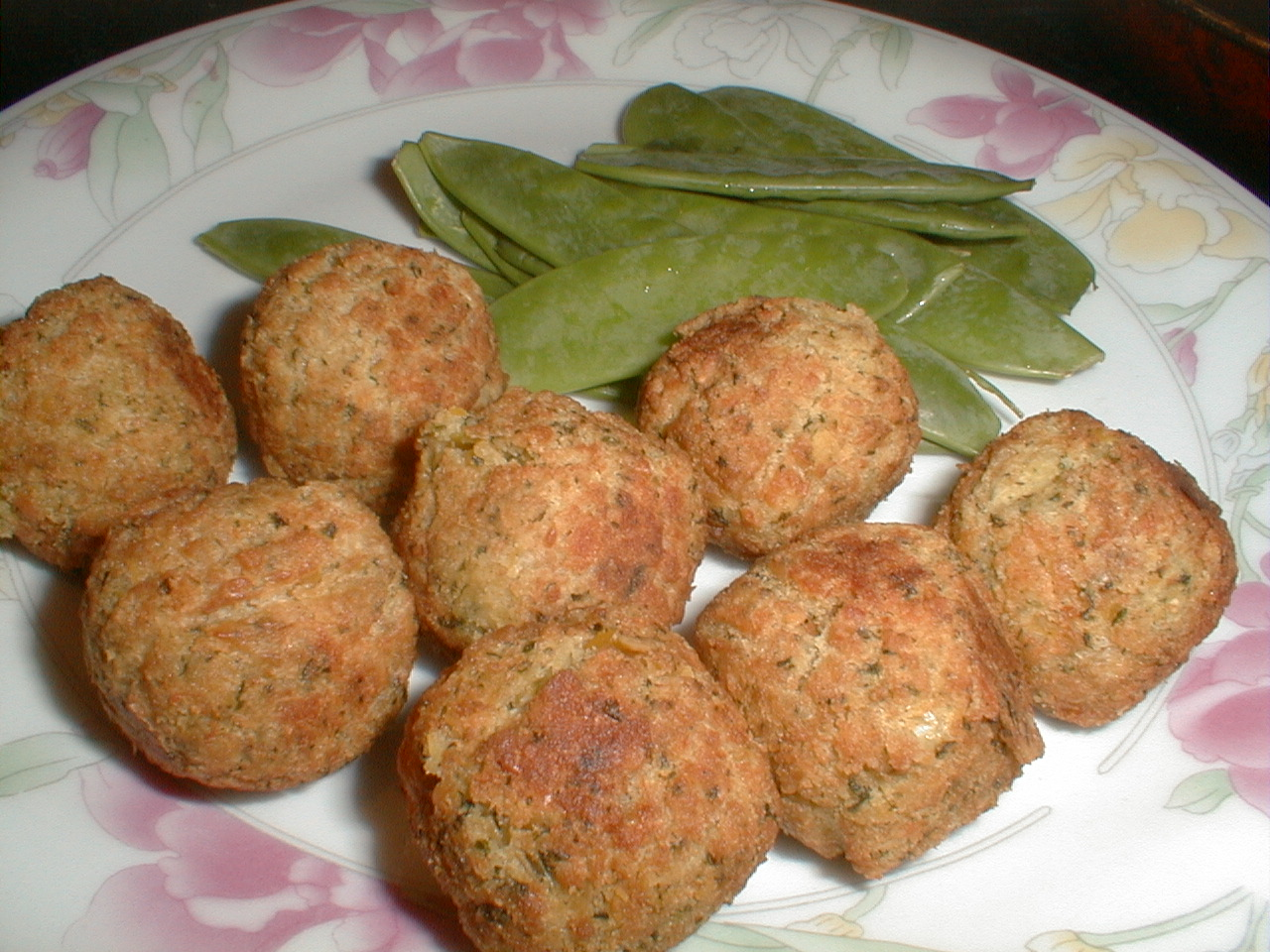
Faláfel

Faláfel é um salgadinho originário do Oriente Médio que consiste em bolinhos fritos de grão-de-bico ou fava moída, normalmente misturados com condimentos como alho, cebolinha, salsa, coentro e cominho.
Muitas vezes, são consumidos em pão pita, com homus (pasta de grão-de-bico), tahine (pasta de gergelim) e salada (tomate, pepino, cebola e alface).

## Popularidade
O faláfel tornou-se popular entre os vegetarianos e veganos como uma alternativa à carne dos alimentos de rua. Embora tradicionalmente considerado um "hambúrguer vegetariano", o seu uso tem-se expandido à medida que mais e mais pessoas adotam uma dieta rica em proteína.
Nos Estados Unidos, a versatilidade do faláfel permitiu a reformulação de receitas para bolo, espaguete e almôndegas, em pratos vegetarianos.
O faláfel é a fritura preferida em Israel, Palestina e várias outras regiões do Oriente Médio. Acompanha pratos, vai dentro de sanduíches e também é servido em porções. Para os veganos e vegetarianos, é um substituto comum da carne.